# Бадридзе, Давид Георгиевич
Давид Георгиевич Бадри́дзе (1899—1987; Датико Георгиевич Бадридзе) — оперный певец (лирический тенор). Народный артист Грузинской ССР (1943).

## Биография
Давид Бадридзе родился 23 марта (4 апреля) 1899 года в Кутаиси получил высшее образование на медицинском факультете Тифлисского университета, затем учился в Тифлисской консерватории по классу Е. А. Вронского.
С 1926 по 1934 и с 1941 по 1944 солист Тбилисского театра оперы и балета, с 1934 по 1936 солист СвАТОБ (1936—1941) и (1944—1948) был солистом ГАБТ.
В 1948 году оставил сцену. Давид Бадридзе обладал мягким по тембру подвижным голосом, артистизмом и большой музыкальностью.
Умер 26 января 1987 года. Похоронен на Троекуровском кладбище.
Сын — известный советский и грузинский актёр, драматург и журналист Гия Бадридзе (1928 — 1999).

## Оперные партии
- «Даиси» З. П. Палиашвили — Малхаз[2]
- «Кето и Котэ» В. И. Долидзе — Котэ'
- «Дубровский» Э. Ф. Направника — Владимир Дубровский
- «Евгений Онегин» П. И. Чайковского — Ленский
- «Травиата» Дж. Верди — Альфред
- «Риголетто» Дж. Верди — Герцог

## Награды и премии
- народный артист Грузинской ССР (1943)
- Сталинская премия первой степени (1950) — за исполнение ролей Лейтенанта и Испанского гостя в музыкальной кинокартине «Щит Джургая» (1944)